# Pelican Bay (Florida)
Pelican Bay statisztikai település az USA Florida államában, Collier megyében. Lakosainak száma 6660 fő (2020. április 1.).

## Népesség
A település népességének változása:

| 2010 | 6 346 |
| 2020 | 6 660 |